# East India Company
East India Company là một trò chơi máy tính thuộc thể loại chiến lược thời gian thực lịch sử do hãng Nitro Games phát triển và Paradox Interactive phát hành vào năm 2009. Game dựa trên lịch sử chinh phục vùng Nam Á và Đông Nam Á của Công ty Đông Ấn, một tập đoàn quân sự đa ngành của các cường quốc thực dân phương Tây lập ra nhằm khai thác thị trường đông đúc cũng như tận dụng nguồn tài nguyên phong phú ở khu vực Viễn Đông.

## Cách chơi
Game có tất cả tám quốc gia cho người chơi lựa chọn gồm Anh, Pháp, Hà Lan, Bồ Đào Nha, Đan Mạch, Thụy Điển, Đế quốc La Mã Thần thánh và Tây Ban Nha, cùng sự xuất hiện của 11 loại tàu chiến đặc trưng trong thời kỳ ấy như thuyền buồm dọc, thuyền nhỏ một buồm, thuyền hai buồm, Anh Ấn thương thuyền, tàu chiến và chiến liệt hạm. Lối chơi của game có nhiều nét tương đồng như dòng game Total War của hãng Creative Assembly như việc thể hiện không gian trò chơi trên cả hai mặt: vĩ mô và vi mô. Trên bản đồ vĩ mô, người chơi đóng vai trò là một chiến lược gia hoạch định những chính sách thương mại, cạnh tranh thị trường cũng như tiến hành các biện pháp đối ngoại với những đối thủ khác nhằm trở thành một cường quốc hàng hải trên toàn Châu Âu. Khi xảy ra các trận giao chiến, game sẽ chuyển sang màn hình trận chiến cụ thể, trong đó người chơi hóa thân thành một vị đô đốc chỉ huy một hạm đội tàu chiến với nhiệm vụ tiêu diệt đối thủ và bảo vệ các tàu buôn.
Tuy nhiên, khác với dòng Total War, công việc quản lý trên bản đồ trong East India Company đơn giản hơn nhiều khi giờ đây mối quan tâm của người chơi chỉ đơn thuần là lợi nhuận. Để đạt được điều này, người chơi phải mở rộng khu vực buôn bán, tìm kiếm những món hàng có lãi và cử những đội tàu buôn chất đầy của cải đến nơi và mang tiền về. Người chơi chỉ gặp chút khó khăn khi phải cân bằng chi phí cho hạm đội và đủ vốn để buôn những chuyến hàng vượt đại dương. Ngoài ra trong suốt hành trình đi buôn, người chơi sẽ phải đối mặt với việc chạm trán tàu thuyền của các quốc gia thù địch và bọn cướp biển dữ dằn.
Mặt chiến trận của game khá giống với những cuộc thủy chiến trong phiên bản Empires: Total War. Người chơi có nhiều cách tấn công tàu đối phương với ba loại đạn khác nhau: đạn bi dùng để phá hủy vỏ tàu. Đạn xích được dùng để bắn gãy các cột buồm, còn đạn ghém luôn được sử dụng ở tầm gần nhằm tiêu diệt thủy thủ trên tàu đối phương. Nó đòi hỏi người chơi phải có tư duy phân tích chiến trận cao để lừa những đối thủ máy vào các hướng gió có lợi cho mình.

## Hình âm
East India Company sở hữu một nền tảng đồ họa 3D mạnh mẽ nhưng chưa thực sự gây được ấn tượng với người chơi. Khung cảnh ở bến tàu tuy được chăm chút kỹ lưỡng nhưng phần nhiều chỉ mang tính trang trí, trong khi các mô hình tàu thuyền lại có phần thô hơn, không rõ ràng và sắc nét như dòng Total War. Tuy vậy, hệ thống tương tác vật lý được thể hiện khá xuất sắc, nhất là những tác động của hướng gió đối với tốc độ di chuyển của các hạm tàu, hay đối với hiệu ứng gãy, nổ cũng thể hiện được sức tàn phá khốc liệt của những trận thủy chiến này.
Âm thanh trò chơi lại khá đơn điệu. Có khá ít những bản nhạc mang âm hưởng Ả Rập, Châu Phi hay châu Âu được thể hiện trong suốt quá trình chơi, chúng được phát tùy thuộc vào từng vùng đất mà người chơi đang theo dõi. Hiệu ứng âm thanh cũng chỉ dừng ở mức tạm chấp nhận được, nhưng vẫn chưa truyền tải được không khí khốc liệt của một cuộc hải chiến.

## Đón nhận
Game được chào đón với các nhận xét hỗn hợp, ghi nhận tầm trung bình 67% trên Metacritic. IGN nói rằng "những người chơi quan tâm đến khái niệm hoặc một thời kỳ chắc chắn sẽ tìm thấy một trò chơi đáng giá ở đây, nhưng sự hứng thú mau chóng xói mòn dần trước khi nó có thể". IT Reviews đồng ý, nói rằng game là "một niềm vui thách thức ngắn hạn, thiếu đi chiều sâu của lối chơi để đảm bảo thời hạn sử dụng dài lâu". Tạp chí Total PC Gaming gọi đấy là "một sự trải nghiệm về mặt giao thương và chiến lược thú vị, để rồi bị sụt giảm bởi cách chiến đấu mờ nhạt".